# Плей-офф чемпионата России по хоккею с мячом 2010/2011
Плей-офф Чемпионата России по хоккею с мячом 2010/2011 проводился с 6 по 29 марта 2011 года. Пары участников были определены по итогам регулярного сезона 2010/2011. В финале встретились «Динамо-Казань» и «Динамо-Москва». Чемпионом стал хоккейный клуб «Динамо-Казань».

## Регламент
Победитель в парах при проведении матчей 1/8 и 1/4 финала определяется по большему количеству набранных очков. При равенстве очков победитель определяется:
— по лучшей разнице забитых и пропущенных мячей.
— по большему количеству мячей забитых на чужом поле.
В случае равенства этих показателей по окончании второго матча назначается дополнительное время (два тайма по 15 минут) до первого забитого мяча. Если и в дополнительное время не выявится победитель, то он определяется с помощью пробития 12-метровых штрафных ударов, выполняемых в соответствии с международными правилами игры в хоккей с мячом, утвержденными FIB в сентябре 2009 года.
Как и на футбольных матчах, если при проведении полуфиналов, игры за 3 место и финала основное время матча заканчивается вничью, то назначается дополнительное время (два тайма по 15 минут) до первого забитого мяча. Если и дополнительное время не выявит победителя, то он определяется с помощью пробития серии 12 метровых штрафных ударов.

## 1/8 финала

### Зоркий — Локомотив
| 6 марта, 2011 11:00 MSK                                                                           | \| Локомотив \| 3:3 (1:1) Отчёт \| Зоркий \| \| 21, Подкин Семён (Балыкин Андрей) 86, Козлов Иван (Нейфельд Руслан) 89, Козлов И. (Швырёв Сергей) \| Голы \| 30, Шардаков Юрий 53, Захаров Пётр (Доровских Алексей) 75, Захаров Пётр (Доровских) \| | стадион «Оренбург» Оренбург, снег -13гр. Зрителей: 300 Судья: Плишкин Игорь (Киров) |
| Локомотив                                                                                         | 3:3 (1:1) Отчёт | Зоркий                                                                              |
| 21, Подкин Семён (Балыкин Андрей) 86, Козлов Иван (Нейфельд Руслан) 89, Козлов И. (Швырёв Сергей) | Голы | 30, Шардаков Юрий 53, Захаров Пётр (Доровских Алексей) 75, Захаров Пётр (Доровских) |

| 9 марта, 2011 19:00 MSK | \| Зоркий \| 14 : 1 ( 7:0 ) Отчёт \| Локомотив \| \| 1, Логинов Юрий (Бурлаков Сергей, угл.) 3, Ишкельдин Максим (Ю. Шардаков) 12, Доровских Алексей (Захаров Пётр) 20, Радюшин Юрий (Захаров П.) 30, Ю. Шардаков (Доровских) 36, Цыганенко Петр (Радюшин Ю.) 40, Ануфриев Николай (Радюшин Ю.) 47, Захаров Пётр (Пьянов Максим) 69, Козулин Роман (Волочугин Константин) 77, Доровских (Ишкельдин, угл.) 84, Ануфриев Н. (Цыганенко П.) 85, Ю. Шардаков (Доровских, угл.) 87, Ануфриев Н. (пен.) 90, Доровских (Козулин Р.) \| Голы \| 55, Чехутин Дмитрий (Кузнецов Евгений, угл.) незабитый пенальти 45, Чехутин Д. \| | стадион «Зоркий» Красногорск, ясно, +2 гр. Зрителей: 4 100 Судья: Добрянский Дмитрий (Кемерово) |
| Зоркий | 14 : 1 ( 7:0 ) Отчёт | Локомотив                                                                                       |
| 1, Логинов Юрий (Бурлаков Сергей, угл.) 3, Ишкельдин Максим (Ю. Шардаков) 12, Доровских Алексей (Захаров Пётр) 20, Радюшин Юрий (Захаров П.) 30, Ю. Шардаков (Доровских) 36, Цыганенко Петр (Радюшин Ю.) 40, Ануфриев Николай (Радюшин Ю.) 47, Захаров Пётр (Пьянов Максим) 69, Козулин Роман (Волочугин Константин) 77, Доровских (Ишкельдин, угл.) 84, Ануфриев Н. (Цыганенко П.) 85, Ю. Шардаков (Доровских, угл.) 87, Ануфриев Н. (пен.) 90, Доровских (Козулин Р.) | Голы | 55, Чехутин Дмитрий (Кузнецов Евгений, угл.) незабитый пенальти 45, Чехутин Д.                  |

### Кузбасс — Уральский трубник
| 6 марта, 2011 11:00 MSK           | \| Уральский трубник \| 1:3 (1:2) Отчёт \| Кузбасс \| \| 4, Игошин Евгений (Кислов Андрей) \| Голы \| 33, Стасенко Вадим (Кадакин Николай) 37, Завидовский Дмитрий (Криушенков Денис) 84, Павел Тетерин (Рязанцев Павел) \| | стадион «Уральский трубник» Первоуральск, снег -10гр. Зрителей: 4 500 Судья: Токмаков Андрей (Москва)              |
| Уральский трубник                 | 1:3 (1:2) Отчёт | Кузбасс |
| 4, Игошин Евгений (Кислов Андрей) | Голы | 33, Стасенко Вадим (Кадакин Николай) 37, Завидовский Дмитрий (Криушенков Денис) 84, Павел Тетерин (Рязанцев Павел) |

| 9 марта, 2011 15:00 MSK | \| Кузбасс \| 6 : 2 ( 3:1 ) Отчёт \| Уральский трубник \| \| 16, Стасенко Вадим (Игошин Денис) 32, Рязанцев Павел 37, Кадакин Николай (Павел Тетерин, угл.) 64, Кадакин Н. (пен.) 72, Рязанцев Павел 80, Стасенко В. (пен.) \| Голы \| 17, Чучалин Павел (Муравский Ян) 59, Чучалин П. \| | стадион «Химик» Кемерово, ясно, +2 гр. Зрителей: 9 000 Судья: Тютюков Евгений (Горно-Алтайск) |
| Кузбасс | 6 : 2 ( 3:1 ) Отчёт | Уральский трубник                                                                             |
| 16, Стасенко Вадим (Игошин Денис) 32, Рязанцев Павел 37, Кадакин Николай (Павел Тетерин, угл.) 64, Кадакин Н. (пен.) 72, Рязанцев Павел 80, Стасенко В. (пен.) | Голы | 17, Чучалин Павел (Муравский Ян) 59, Чучалин П.                                               |

### СКА-Нефтяник — Родина
| 6 марта, 2011 18:00 MSK                                                                                      | \| Родина \| 3:6 (0:3) Отчёт \| СКА-Нефтяник \| \| 59, Бронников Вячеслав (Жданов Михаил) 82, Зубарев Константин (Денис Слаутин) 84, Зубарев К. (Денис Слаутин) \| Голы \| 16, Шицко Егор (Дмитрий Попов) 35, Розвезев Фёдор (Шицко Е.) 40, Тюко Михаил (Варлачёв Денис) 52, Тюко м. (Вшивков Артём) 71, Шицко Е. (Розвезев Ф.) 79, Юсупов Сергей (Дмитрий Попов) \| | стадион «Родина» Киров, снег -7°C Зрителей: 4000 Судья: Минаев Григорий (Санкт-Петербург)                                                                                              |
| Родина | 3:6 (0:3) Отчёт | СКА-Нефтяник |
| 59, Бронников Вячеслав (Жданов Михаил) 82, Зубарев Константин (Денис Слаутин) 84, Зубарев К. (Денис Слаутин) | Голы | 16, Шицко Егор (Дмитрий Попов) 35, Розвезев Фёдор (Шицко Е.) 40, Тюко Михаил (Варлачёв Денис) 52, Тюко м. (Вшивков Артём) 71, Шицко Е. (Розвезев Ф.) 79, Юсупов Сергей (Дмитрий Попов) |

| 9 марта, 2011 12:00 MSK | \| СКА-Нефтяник \| 6 : 4 ( 4:1 ) Отчёт \| Родина \| \| 16, Стеблецов Евгений 18, Рязанов Максим 22, Оппелендер Антон 41, Шицко Егор (Вшивков Артём) 79, Тюко Михаил (Сыраев Марат) 90, Исмагилов Станислав (Яшин Виктор) \| Голы \| 30, Бойко Иван 55, Денис Слаутин (Бойко И.) 66, Евтюшин Дмитрий (Перевощиков Евгений) 86,Денис Слаутин (Черепанов Дмитрий, угл.) незабитый пенальти 55 Бойко И. \| | стадион «Нефтяник» Хабаровск, ясно, -9°C Зрителей: 3 600 Судья: Иванов Игорь (Нижний Новгород)                                                                  |
| СКА-Нефтяник | 6 : 4 ( 4:1 ) Отчёт | Родина |
| 16, Стеблецов Евгений 18, Рязанов Максим 22, Оппелендер Антон 41, Шицко Егор (Вшивков Артём) 79, Тюко Михаил (Сыраев Марат) 90, Исмагилов Станислав (Яшин Виктор) | Голы | 30, Бойко Иван 55, Денис Слаутин (Бойко И.) 66, Евтюшин Дмитрий (Перевощиков Евгений) 86,Денис Слаутин (Черепанов Дмитрий, угл.) незабитый пенальти 55 Бойко И. |

### Сибсельмаш — Старт
| 6 марта, 2011 12:00 MSK | \| Старт \| 7:3 (1:1) Отчёт \| Сибсельмаш \| \| 41, Бедарев Леонид (Черепанов Евгений) 48, Патяшин Александр 54, Патяшин А. 60, Корев Денис (Красиков Михаил) 67, Гаврилов Павел (пен.) 71, Красиков М. (Корев Д.) 90, Рауан Исалиев (Галяутдинов Руслан) \| Голы \| 35, Шевцов Антон 64, Таранов Сергей 81, Старых Анатолий (Могильников Андрей) \| | стадион «Старт» Нижний Новгород, снег -2гр. Зрителей: 4 500 Судья: Курбанов Вячеслав (Абакан) |
| Старт | 7:3 (1:1) Отчёт | Сибсельмаш                                                                                    |
| 41, Бедарев Леонид (Черепанов Евгений) 48, Патяшин Александр 54, Патяшин А. 60, Корев Денис (Красиков Михаил) 67, Гаврилов Павел (пен.) 71, Красиков М. (Корев Д.) 90, Рауан Исалиев (Галяутдинов Руслан) | Голы | 35, Шевцов Антон 64, Таранов Сергей 81, Старых Анатолий (Могильников Андрей)                  |

| 9 марта, 2011 15:30 MSK | \| Сибсельмаш \| 5 : 3 ( 1:2 ) Отчёт \| Старт \| \| 5, Войтович Игорь (Мельников Николай) 47, Шевцов Антон (Мельников Н.) 63, Старых Анатолий (Шевцов А.) 82, Свиридов Евгений (Шевцов А., угл.) 86, Таранов Сергей незабитый пенальти86, Рогулёв Сергей \| Голы \| 7, Гаврилов Павел 29, Корев Денис (Красиков Михаил) 90, Патяшин Александр (Красиков М.) \| | стадион «Сибсельмаш» Новосибирск, снег, +2 гр. Зрителей: 3 500 Судья: Попиков Роман (Балашиха) |
| Сибсельмаш | 5 : 3 ( 1:2 ) Отчёт | Старт                                                                                          |
| 5, Войтович Игорь (Мельников Николай) 47, Шевцов Антон (Мельников Н.) 63, Старых Анатолий (Шевцов А.) 82, Свиридов Евгений (Шевцов А., угл.) 86, Таранов Сергей незабитый пенальти86, Рогулёв Сергей | Голы | 7, Гаврилов Павел 29, Корев Денис (Красиков Михаил) 90, Патяшин Александр (Красиков М.)        |

## 1/4 финала

### Динамо-Казань — Старт
| 12 марта, 2011 12:00 MSK | \| Старт \| 5 : 10 ( 1:4 ) Отчёт \| Динамо-Казань \| \| 44, Галяутдинов Руслан (Черепанов Евгений, угл.) 49, Рауан Исалиев (Гаврилов Павел) 54, Красиков Михаил (Бедарев Леонид) 58, Черепанов Е. 81, Бедарев Леонид (Рычагов Антон) \| Голы \| 8, Пахомов Максим (Погребной) 14, Сами Лаакконен 28, Максим Чермных (Игорь Ларионов ) 42, Игорь Ларионов 47, С. Лаакконен (пен.) 48, Обухов Сергей 70, Пахомов М. 73, Обухов С. (Игорь Ларионов ) 83, С. Лаакконен (пен.) 85, С. Лаакконен (Франц Павел) \| | стадион «Старт» Нижний Новгород, ясно -2гр. Зрителей: 5 000 Судья: Савенков Игорь (Красноярск) |
| Старт | 5 : 10 ( 1:4 ) Отчёт | Динамо-Казань |
| 44, Галяутдинов Руслан (Черепанов Евгений, угл.) 49, Рауан Исалиев (Гаврилов Павел) 54, Красиков Михаил (Бедарев Леонид) 58, Черепанов Е. 81, Бедарев Леонид (Рычагов Антон) | Голы | 8, Пахомов Максим (Погребной) 14, Сами Лаакконен 28, Максим Чермных (Игорь Ларионов ) 42, Игорь Ларионов 47, С. Лаакконен (пен.) 48, Обухов Сергей 70, Пахомов М. 73, Обухов С. (Игорь Ларионов ) 83, С. Лаакконен (пен.) 85, С. Лаакконен (Франц Павел) |

| 15 марта, 2011 19:00 MSK | \| Динамо-Казань \| 10 : 4 ( 2:2 ) Отчёт \| Старт \| \| 24, Пахомов Максим 39, Обухов Сергей (Максим Чермных) 46, Обухов С. 48, Сами Лаакконен 58, Эрикссон Даниэль (Лампинен Петтери, угл.) 69, Алексей Бушуев 74, Обухов С. 83, С. Лаакконен (Франц Павел) 85, Игорь Ларионов (Усов Александр) 88, Игорь Ларионов (Усов А.) \| Голы \| 8, Максименко Денис 15, Рауан Исалиев (Красиков Михаил) 51, Труфанов Александр (Гаврилов Александр, угл.) 52, Патяшин Александр незабитый пенальти 14, Гаврилов Павел \| | стадион «Ракета» Казань, дождь, +2 гр. Зрителей: 3 000 Судья: Плишкин Игорь (Криов)                                                                                   |
| Динамо-Казань | 10 : 4 ( 2:2 ) Отчёт | Старт |
| 24, Пахомов Максим 39, Обухов Сергей (Максим Чермных) 46, Обухов С. 48, Сами Лаакконен 58, Эрикссон Даниэль (Лампинен Петтери, угл.) 69, Алексей Бушуев 74, Обухов С. 83, С. Лаакконен (Франц Павел) 85, Игорь Ларионов (Усов Александр) 88, Игорь Ларионов (Усов А.) | Голы | 8, Максименко Денис 15, Рауан Исалиев (Красиков Михаил) 51, Труфанов Александр (Гаврилов Александр, угл.) 52, Патяшин Александр незабитый пенальти 14, Гаврилов Павел |

### Динамо-Москва — СКА-Нефтяник
| 12 марта, 2011 06:00 MSK                                                  | \| СКА-Нефтяник \| 2 : 6 ( 1:4 ) Отчёт \| Динамо-Москва \| \| 19, Оппенлендер Максим (Гладышев Алексей) 82, Гладышев А. (Юсупов Сергей) \| Голы \| 13, Иванушкин Евгений (Хвалько Евгений) 29, Максимов Иван (Бефус Янис) 32, Тюкавин Александр (пен.) 42, Хвалько Е. 63, Клюшанов Виталий (Максимов Иван) 70, Максимов Иван (Шамсутов Ринат) незабитый пенальти 51, Иванушкин Е. \| | стадион «Нефтяник» Хабаровск, ясно, -1 гр. Зрителей: 4 000 Судья: Добрянский Дмитрий (Кемерово) |
| СКА-Нефтяник                                                              | 2 : 6 ( 1:4 ) Отчёт | Динамо-Москва |
| 19, Оппенлендер Максим (Гладышев Алексей) 82, Гладышев А. (Юсупов Сергей) | Голы | 13, Иванушкин Евгений (Хвалько Евгений) 29, Максимов Иван (Бефус Янис) 32, Тюкавин Александр (пен.) 42, Хвалько Е. 63, Клюшанов Виталий (Максимов Иван) 70, Максимов Иван (Шамсутов Ринат) незабитый пенальти 51, Иванушкин Е. |

| 15 марта, 2011 19:00 MSK | \| Динамо-Москва \| 11 : 3 ( 6:3 ) Отчёт \| СКА-Нефтяник \| \| 10, Максимов Иван (Шамсутов Ринат) 12, Максимов Иван (Шамсутов Ринат) 15, Бефус Янис (Петровский Кирилл) 20, Тюкавин Александр (пен.) 27, Иванушкин Евгений (Леонов Евгений) 35, Клюшанов Виталий (Шамсутов Ринат) 51, Максимов Иван(Тюкавин А., св.) 58, Максимов Иван 71, Иванушкин Е. (пен.) 83, Максимов Иван 87, Максимов Иван (Дмитрий Савельев) незабитый пенальти 19, Тюкавин А. \| Голы \| 39, Дмитрий Попов (Сыраев Марат, угл.) 41, Исмагилов Станислав (Прокопьев Михаил) 43, Дмитрий Попов (Сыраев М., угл.) \| | Ледовый дворец «Крылатское» Москва Зрителей: 500 Судья: Ширяев Алексей (Томилино, Московская область)                 |
| Динамо-Москва | 11 : 3 ( 6:3 ) Отчёт | СКА-Нефтяник |
| 10, Максимов Иван (Шамсутов Ринат) 12, Максимов Иван (Шамсутов Ринат) 15, Бефус Янис (Петровский Кирилл) 20, Тюкавин Александр (пен.) 27, Иванушкин Евгений (Леонов Евгений) 35, Клюшанов Виталий (Шамсутов Ринат) 51, Максимов Иван(Тюкавин А., св.) 58, Максимов Иван 71, Иванушкин Е. (пен.) 83, Максимов Иван 87, Максимов Иван (Дмитрий Савельев) незабитый пенальти 19, Тюкавин А. | Голы | 39, Дмитрий Попов (Сыраев Марат, угл.) 41, Исмагилов Станислав (Прокопьев Михаил) 43, Дмитрий Попов (Сыраев М., угл.) |

### Енисей — Кузбасс
| 12 марта, 2011 10:00 MSK | \| Кузбасс \| 6 : 0 ( 2:0 ) Отчёт \| Енисей \| \| 17, Чернышёв Виктор (Кадакин Николай) 24, Ким Александр 48, Криушенков Денис (Ким А.) 63, Александр Ким 64, Рязанцев Павел (Павел Тетерин) 80, Рязанцев Павел (Стариков Дмитрий) \| Голы \| \| | стадион «Химик» Кемерово, ясно, -15 гр. Зрителей: 18 000 Судья: Токмаков Андрей (Москва) |
| Кузбасс | 6 : 0 ( 2:0 ) Отчёт | Енисей                                                                                   |
| 17, Чернышёв Виктор (Кадакин Николай) 24, Ким Александр 48, Криушенков Денис (Ким А.) 63, Александр Ким 64, Рязанцев Павел (Павел Тетерин) 80, Рязанцев Павел (Стариков Дмитрий) | Голы |                                                                                          |

| 15 марта, 2011 15:00 MSK | \| Енисей \| 6 : 3 ( 4:2 ) Отчёт \| Кузбасс \| \| 6, Ломанов Сергей 15, А. Бондаренко (Ломанов С.) 26, Викулин Юрий 45, А. Бондаренко (Ломанов С.) 67, Ломанов С. (Викулин, угл.) 74, Ломанов Сергей (Иванов Артем) \| Голы \| 23, Кадакин Николай (Чернышёв Виктор) 42, Стасенко Вадим (Криушенков Денис) 90, Рязанцев Павел \| | стадион «Енисей» Красноярск, ясно, +5 гр. Зрителей: 5 000 Судья: Лабун Андрей (Абакан)         |
| Енисей | 6 : 3 ( 4:2 ) Отчёт | Кузбасс                                                                                        |
| 6, Ломанов Сергей 15, А. Бондаренко (Ломанов С.) 26, Викулин Юрий 45, А. Бондаренко (Ломанов С.) 67, Ломанов С. (Викулин, угл.) 74, Ломанов Сергей (Иванов Артем) | Голы | 23, Кадакин Николай (Чернышёв Виктор) 42, Стасенко Вадим (Криушенков Денис) 90, Рязанцев Павел |

### Байкал-Энергия — Зоркий
| 12 марта, 2011 13:00 MSK | \| Зоркий \| 7 : 0 ( 7:0 ) Отчёт \| Байкал-Энергия \| \| 3, Доровских Алексей 10, Цыганенко Петр (Доровских) 16, Логинов Юрий(Бурлаков Сергей) 21, Цыганенко П. (Ю.Шардаков) 30, Ю.Шардаков (Ишкельдин Максим) 35, Ануфриев Николай 39, Цыганенко П. (Захаров Пётр) \| Голы \| \| | стадион «Зоркий» Красногорск, пасмурно, +2 гр. Зрителей: 5 300 Судья: Филиппов Андрей (Новосибирск) |
| Зоркий | 7 : 0 ( 7:0 ) Отчёт | Байкал-Энергия                                                                                      |
| 3, Доровских Алексей 10, Цыганенко Петр (Доровских) 16, Логинов Юрий(Бурлаков Сергей) 21, Цыганенко П. (Ю.Шардаков) 30, Ю.Шардаков (Ишкельдин Максим) 35, Ануфриев Николай 39, Цыганенко П. (Захаров Пётр) | Голы | |

| 15 марта, 2011 14:00 MSK | \| Байкал-Энергия \| 8 : 8 ( 3:3 ) Отчёт \| Зоркий \| \| 8, Александр Насонов 15, Савченко Константин 22, Безносов Тимофей (Дубовик Павел) 53, Александр Насонов 57, Артёменко Сергей (Гавриленко Максим) 71, Александр Насонов (Дубовик П.) 87, Яковлев Евгений (Шадрин Евгений) 90, Безносов Т. (Шадрин Евгений) незабитый пенальти 74, Александр Насонов \| Голы \| 32, Котков Денис (Ануфриев Николай) 36, Котков Д. 37, Котков Д. (Доровских Алексей) 55, Цыганенко Петр (Доровских) 61, Радюшин Юрий (Ишкельдин Максим) 65, Котков Д. (Козулин Роман) 75, Ю.Шардаков 81, Ю.Шардаков (Ишкельдин Максим) \| | стадион «Труд» Иркутск, ясно, +3 гр. Зрителей: 6 000 Судья: Морозов Евгений (Кемерово) |
| Байкал-Энергия | 8 : 8 ( 3:3 ) Отчёт | Зоркий |
| 8, Александр Насонов 15, Савченко Константин 22, Безносов Тимофей (Дубовик Павел) 53, Александр Насонов 57, Артёменко Сергей (Гавриленко Максим) 71, Александр Насонов (Дубовик П.) 87, Яковлев Евгений (Шадрин Евгений) 90, Безносов Т. (Шадрин Евгений) незабитый пенальти 74, Александр Насонов | Голы | 32, Котков Денис (Ануфриев Николай) 36, Котков Д. 37, Котков Д. (Доровских Алексей) 55, Цыганенко Петр (Доровских) 61, Радюшин Юрий (Ишкельдин Максим) 65, Котков Д. (Козулин Роман) 75, Ю.Шардаков 81, Ю.Шардаков (Ишкельдин Максим) |

## Полуфинал

### Динамо-Казань — Зоркий — 2 — 0
| 18 марта, 2011 19:00 MSK                  | \| Зоркий \| 1 : 6 ( 1:3 ) Отчёт \| Динамо-Казань \| \| 12, Захаров Пётр (Ишкельдин Максим, угл.) \| Голы \| 25, Игорь Ларионов 26, Обухов Сергей 33, Сами Лаакконен 61, Обухов С. (Алексей Бушуев) 73, Обухов С. (Максим Чермных) 76, Обухов С. (Усов Александр) \| | стадион «Зоркий» Красногорск, снег, -1 гр. Зрителей: 5 200 Судья: Минаев Григорий (Санкт-Петербург)                                                  |
| Зоркий                                    | 1 : 6 ( 1:3 ) Отчёт | Динамо-Казань |
| 12, Захаров Пётр (Ишкельдин Максим, угл.) | Голы | 25, Игорь Ларионов 26, Обухов Сергей 33, Сами Лаакконен 61, Обухов С. (Алексей Бушуев) 73, Обухов С. (Максим Чермных) 76, Обухов С. (Усов Александр) |

| 21 марта, 2011 19:00 MSK | \| Динамо-Казань \| 8 : 6 ( 5:2 ) Отчёт \| Зоркий \| \| 7, Игорь Ларионов (Франц Павел, угл.) 9, Максим Чермных 20, Лыков Дмитрий (С. Шабуров) 34, Пахомов Максим (Шабуров С., св.) 40, Погребной (Обухов Сергей) 67, Максим Чермных 76, Сами Лаакконен (Шабуров С.) 79, Обухов С. (М.Чермных) незабитый пенальти 43, Лампинен Петтери \| Голы \| 4, Ишкельдин Максим (Ю.Шардаков) 23, Ю.Шардаков 59, Ишкельдин Максим (Радюшин Юрий) 73, Радюшин Ю. (Бурлаков Сергей) 89, Ануфриев Николай (Бурлаков С.) 90, Радюшин Ю. (Козулин Роман) \| | стадион «Ракета» Казань, ясно, 0 гр. Зрителей: 6 200 Судья: Иванов Игорь (Нижний Новгород)                                                                                             |
| Динамо-Казань | 8 : 6 ( 5:2 ) Отчёт | Зоркий |
| 7, Игорь Ларионов (Франц Павел, угл.) 9, Максим Чермных 20, Лыков Дмитрий (С. Шабуров) 34, Пахомов Максим (Шабуров С., св.) 40, Погребной (Обухов Сергей) 67, Максим Чермных 76, Сами Лаакконен (Шабуров С.) 79, Обухов С. (М.Чермных) незабитый пенальти 43, Лампинен Петтери | Голы | 4, Ишкельдин Максим (Ю.Шардаков) 23, Ю.Шардаков 59, Ишкельдин Максим (Радюшин Юрий) 73, Радюшин Ю. (Бурлаков Сергей) 89, Ануфриев Николай (Бурлаков С.) 90, Радюшин Ю. (Козулин Роман) |

### Динамо-Москва — Кузбасс — 2 — 1
| 18 марта, 2011 15:00 MSK | \| Кузбасс \| 5 : 4 ( 3:3 ) Отчёт \| Динамо-Москва \| \| 3, Рязанцев Павел 32, Стасенко Вадим (Завидовский Дмитрий, угл.) 43, Стасенко В. (пен.) 67, Стасенко В. (пен.) 73, Стасенко В. (пен.) \| Голы \| 9, Тюкавин Александр (Хвалько Евгений) 14, Чижов Алексей (Хвалько Е.) 23, Петровский Кирилл (Шамсутов Ринат) 75, Тюкавин А. (пен.) \| | стадион «Химик» Кемерово, ясно, -9 гр. Зрителей: 24 000 Судья: Филиппов Андрей (Новосибирск)                                       |
| Кузбасс | 5 : 4 ( 3:3 ) Отчёт | Динамо-Москва |
| 3, Рязанцев Павел 32, Стасенко Вадим (Завидовский Дмитрий, угл.) 43, Стасенко В. (пен.) 67, Стасенко В. (пен.) 73, Стасенко В. (пен.) | Голы | 9, Тюкавин Александр (Хвалько Евгений) 14, Чижов Алексей (Хвалько Е.) 23, Петровский Кирилл (Шамсутов Ринат) 75, Тюкавин А. (пен.) |

| 21 марта, 2011 19:00 MSK | \| Динамо-Москва \| 11 : 3 ( 4:0 ) Отчёт \| Кузбасс \| \| 11, Тюкавин Александр (пен.) 27, Петровский Кирилл 32, Иванушкин Евгений (Попутников Дмитрий) 40, Максимов Иван (Шамсутов Ринат) 53, Петровский К. (Иванушкин Е.) 57, Иванушкин Е. (Петровский К.) 61, Леонов Евгений (Шамсутов Ринат, угл.) 74, Иванушкин Е. (Шамсутов Ринат) 76, Максимов Иван (Хвалько Евгений) 76, Иванушкин Е. (Бефус Янис) 79, Клюшанов Виталий (Максимов Иван) \| Голы \| 71 Стариков Дмитрий (Кадакин Николай) 78, Рязанцев Павел (Ким А.) 88, Кадакин Н. (пен.) \| | Ледовый дворец «Крылатское» Москва Зрителей: 800 Судья: Минаев Григорий (Санкт-Петербург) |
| Динамо-Москва | 11 : 3 ( 4:0 ) Отчёт | Кузбасс                                                                                   |
| 11, Тюкавин Александр (пен.) 27, Петровский Кирилл 32, Иванушкин Евгений (Попутников Дмитрий) 40, Максимов Иван (Шамсутов Ринат) 53, Петровский К. (Иванушкин Е.) 57, Иванушкин Е. (Петровский К.) 61, Леонов Евгений (Шамсутов Ринат, угл.) 74, Иванушкин Е. (Шамсутов Ринат) 76, Максимов Иван (Хвалько Евгений) 76, Иванушкин Е. (Бефус Янис) 79, Клюшанов Виталий (Максимов Иван) | Голы | 71 Стариков Дмитрий (Кадакин Николай) 78, Рязанцев Павел (Ким А.) 88, Кадакин Н. (пен.)   |

| 22 марта, 2011 19:00 MSK | \| Динамо-Москва \| 11 : 3 ( 4:0 ) Отчёт \| Кузбасс \| \| 11, Петровский Кирилл 13, Тюкавин Александр (пен.) 27, Максимов Иван 31, Максимов Иван (Шамсутов Ринат) 50, Петровский К. (Тюкавин А.) 56, Иванушкин Евгений (Шамсутов Ринат) 67, Бефус Янис (Дмитрий Савельев) 73, Попутников Дмитрий (Хвалько Евгений) 76, Петровский К. 82, Иванушкин Е. (Попутников Д.) 87, Золотарёв Алексей \| Голы \| 72, Рязанцев Павел (пен.) 85, Кадакин Николай 90, Ким Александр (Рязанцев Павел) \| | Ледовый дворец «Крылатское» Москва Зрителей: 600 Судья: Плишкин Игорь (Киров)    |
| Динамо-Москва | 11 : 3 ( 4:0 ) Отчёт | Кузбасс                                                                          |
| 11, Петровский Кирилл 13, Тюкавин Александр (пен.) 27, Максимов Иван 31, Максимов Иван (Шамсутов Ринат) 50, Петровский К. (Тюкавин А.) 56, Иванушкин Евгений (Шамсутов Ринат) 67, Бефус Янис (Дмитрий Савельев) 73, Попутников Дмитрий (Хвалько Евгений) 76, Петровский К. 82, Иванушкин Е. (Попутников Д.) 87, Золотарёв Алексей | Голы | 72, Рязанцев Павел (пен.) 85, Кадакин Николай 90, Ким Александр (Рязанцев Павел) |

## Матч за 3-е место

### Зоркий — Кузбасс 2-0
| 25 марта, 2011 15:00 MSK | \| Кузбасс \| 5 : 8 ( 3:3 ) Отчёт \| Зоркий \| \| 6, Рязанцев Павел (Завидовский Дмитрий, св.) 21, Павел Тетерин (Стариков Дмитрий) 32, Ким Александр (Рязанцев Павел) 57, Рязанцев Павел (Чернышёв Виктор) 65, Завидовский Дмитрий (Криушенков Денис) незабитый пенальти 59, Рязанцев ПавелСтариков Дмитрий \| Голы \| 2, Цыганенко Петр (Ишкельдин Максим) 28, Логинов Юрий (пен.) 40, Цыганенко П. (Доровских, св.) 47, Логинов Дмитрий 63, Логинов Юрий (пен.) 70, Захаров Пётр (Ишкельдин Максим, угл.) 77, Котков Денис (Логинов Д.) 89, Логинов Д. (Ишкельдин Максим) \| | стадион «Химик» Кемерово, ясно, 6 гр. Зрителей: 14 000 Судья: Малышев Игорь (Оренбург) |
| Кузбасс | 5 : 8 ( 3:3 ) Отчёт | Зоркий |
| 6, Рязанцев Павел (Завидовский Дмитрий, св.) 21, Павел Тетерин (Стариков Дмитрий) 32, Ким Александр (Рязанцев Павел) 57, Рязанцев Павел (Чернышёв Виктор) 65, Завидовский Дмитрий (Криушенков Денис) незабитый пенальти 59, Рязанцев ПавелСтариков Дмитрий | Голы | 2, Цыганенко Петр (Ишкельдин Максим) 28, Логинов Юрий (пен.) 40, Цыганенко П. (Доровских, св.) 47, Логинов Дмитрий 63, Логинов Юрий (пен.) 70, Захаров Пётр (Ишкельдин Максим, угл.) 77, Котков Денис (Логинов Д.) 89, Логинов Д. (Ишкельдин Максим) |

| 28 марта, 2011 19:00 MSK | \| Зоркий \| 10 : 6 ( 6:4 ) Отчёт \| Кузбасс \| \| 1, Доровских Алексей (Ишкельдин Максим) 3, Логинов Юрий (пен.) 7, Логинов Дмитрий (Ю.Шардаков) 12, Цыганенко Петр (Котков Денис) 27, Доровских (Цыганенко П., угл.) 41, Доровских (Бурлаков Сергей, угл.) 47, Цыганенко П. (Захаров Пётр) 59, Радюшин Юрий (Доровских) 61, Радюшин Юрий (Логинов Д.) 65, Ануфриев Н. (Бурлаков С.) незабитый пенальти 51,Логинов Юрий \| Голы \| 4, Стасенко Вадим (пен.) 29, Чернышёв Виктор (Стасенко В.) 35, Чернышёв В. (Рязанцев Павел) 37, Криушенков Денис (Завидовский Дмитрий, угл.) 63, Ким Александр (Завидовский Дмитрий, угл.) 79, Стасенко В. (Павел Тетерин, св.) \| | стадион «Зоркий» Красногорск, пасмурно, 2 гр. Зрителей: 5 700 Судья: Иванов Игорь (Нижний Новгород) |
| Зоркий | 10 : 6 ( 6:4 ) Отчёт | Кузбасс |
| 1, Доровских Алексей (Ишкельдин Максим) 3, Логинов Юрий (пен.) 7, Логинов Дмитрий (Ю.Шардаков) 12, Цыганенко Петр (Котков Денис) 27, Доровских (Цыганенко П., угл.) 41, Доровских (Бурлаков Сергей, угл.) 47, Цыганенко П. (Захаров Пётр) 59, Радюшин Юрий (Доровских) 61, Радюшин Юрий (Логинов Д.) 65, Ануфриев Н. (Бурлаков С.) незабитый пенальти 51,Логинов Юрий | Голы | 4, Стасенко Вадим (пен.) 29, Чернышёв Виктор (Стасенко В.) 35, Чернышёв В. (Рязанцев Павел) 37, Криушенков Денис (Завидовский Дмитрий, угл.) 63, Ким Александр (Завидовский Дмитрий, угл.) 79, Стасенко В. (Павел Тетерин, св.) |

## Финал

### Динамо-Казань — Динамо-Москва — 2 — 1
| 25 марта, 2011 19:00 MSK | \| Динамо-Москва \| 11 : 7 ( 5:3 ) Отчёт \| Динамо-Казань \| \| 2, Ринат Шамсутов (Максимов Иван) 10, Петровский Кирилл (Ринат Шамсутов) 13, Максимов Иван (Тюкавин Александр) 30, Максимов Иван 41, Петровский К. (Хвалько Евгений) 48, Иванушкин Евгений (Тюкавин А.) 70, Тюкавин А. (Иванушкин Е.) 75, Максимов Иван (Тюкавин А.) 80, Леонов Евгений (Дмитрий Савельев) 86, Иванушкин Е. (Петровский К.) 88, Иванушкин Е. (Петровский К.) \| Голы \| 21, Максим Чермных (Алексей Бушуев) 26, Сами Лаакконен 44, Обухов Сергей 52, С. Лаакконен (пен.) 58, Максим Чермных (Обухов С.) 72, Максим Чермных (Обухов С.) 82, С. Лаакконен (Франц Павел) \| | Ледовый дворец «Крылатское» Москва Зрителей: 2000 Судья: Иванов Игорь (Нижний Новгород) |
| Динамо-Москва | 11 : 7 ( 5:3 ) Отчёт | Динамо-Казань |
| 2, Ринат Шамсутов (Максимов Иван) 10, Петровский Кирилл (Ринат Шамсутов) 13, Максимов Иван (Тюкавин Александр) 30, Максимов Иван 41, Петровский К. (Хвалько Евгений) 48, Иванушкин Евгений (Тюкавин А.) 70, Тюкавин А. (Иванушкин Е.) 75, Максимов Иван (Тюкавин А.) 80, Леонов Евгений (Дмитрий Савельев) 86, Иванушкин Е. (Петровский К.) 88, Иванушкин Е. (Петровский К.) | Голы | 21, Максим Чермных (Алексей Бушуев) 26, Сами Лаакконен 44, Обухов Сергей 52, С. Лаакконен (пен.) 58, Максим Чермных (Обухов С.) 72, Максим Чермных (Обухов С.) 82, С. Лаакконен (Франц Павел) |

| 28 марта, 2011 19:00 MSK | \| Динамо-Казань \| 8 : 4 ( 4:2 ) Отчёт \| Динамо-Москва \| \| 8, Обухов Сергей (С. Лаакконен) 24, Максим Чермных 33, С. Лаакконен 42, Максим Чермных (Лаакконен С.) 52, С. Шабуров (С. Лаакконен, угл.) 54, Игорь Ларионов (С. Шабуров) 64, Максим Чермных (Погребной) 79, С. Лаакконен (С. Шабуров) \| Голы \| 25, Петровский Кирилл (Хвалько Евгений) 38, Тюкавин Александр(пен.) 53, Максимов Иван (Хвалько Е.) 71, Иванушкин Евгений (Дмитрий Савельев) \| | стадион «Ракета» Казань, ясно, -2 гр. Зрителей: 6100 Судья: Минаев Григорий (Санкт-Петербург)                                               |
| Динамо-Казань | 8 : 4 ( 4:2 ) Отчёт | Динамо-Москва |
| 8, Обухов Сергей (С. Лаакконен) 24, Максим Чермных 33, С. Лаакконен 42, Максим Чермных (Лаакконен С.) 52, С. Шабуров (С. Лаакконен, угл.) 54, Игорь Ларионов (С. Шабуров) 64, Максим Чермных (Погребной) 79, С. Лаакконен (С. Шабуров) | Голы | 25, Петровский Кирилл (Хвалько Евгений) 38, Тюкавин Александр(пен.) 53, Максимов Иван (Хвалько Е.) 71, Иванушкин Евгений (Дмитрий Савельев) |

| 29 марта, 2011 19:00 MSK | \| Динамо-Казань \| 4 : 2 ( 2:2 ) Отчёт \| Динамо-Москва \| \| 32, Сами Лаакконен (Лампинен Петтери, угл.) 43, С. Лаакконен (св.) 88, С. Лаакконен (св.) 89, Обухов Сергей (Игорь Ларионов ) незабитые пенальти 4, С. Лаакконен 37, С. Лаакконен \| Голы \| 15, Хвалько Евгений (Ринат Шамсутов) 22, Петровский Кирилл (Дмитрий Савельев) \| | стадион «Ракета» Казань, снег, -3 гр. Зрителей: 7100 Судья: Иванов Игорь (Нижний Новгород) |
| Динамо-Казань | 4 : 2 ( 2:2 ) Отчёт | Динамо-Москва                                                                              |
| 32, Сами Лаакконен (Лампинен Петтери, угл.) 43, С. Лаакконен (св.) 88, С. Лаакконен (св.) 89, Обухов Сергей (Игорь Ларионов ) незабитые пенальти 4, С. Лаакконен 37, С. Лаакконен | Голы | 15, Хвалько Евгений (Ринат Шамсутов) 22, Петровский Кирилл (Дмитрий Савельев)              |